# 北海道道331号永山停車場線
北海道道331号永山停車場線（ほっかいどうどう331ごう ながやまていしゃじょうせん）は、北海道旭川市内を結ぶ一般道道（北海道道）である。

## 概要

### 路線データ
- 起点：北海道旭川市永山1条20丁目（JR北海道 宗谷本線 永山駅）
- 終点：北海道旭川市永山2条20丁目（国道39号交点）
- 路線延長：0.2 km（総延長）

## 歴史
- 1960年（昭和35年）4月1日 - 322号として路線認定[1]。
- 1994年（平成6年）10月1日 - 路線番号を331号に変更[2]。

## 地理

### 通過する自治体
- 上川総合振興局
  - 旭川市

### 交差する道路
旭川市
- 国道39号 - 永山2条20丁目（終点）

### 沿線にある施設など
旭川市
- JR北海道 宗谷本線 永山駅 - 永山1条19丁目